# Ben Ainslie
Charles Benedict Ainslie –conocido como Ben Ainslie– (Macclesfield, 5 de febrero de 1977) es un deportista británico que compitió en vela en las clases Laser, Laser Radial y Finn. 
Participó en cinco Juegos Olímpicos de Verano, obteniendo en total cinco medallas:  plata en Atlanta 1996 (clase Laser), oro en Sídney 2000 (clase Laser), oro en Atenas 2004 (clase Finn), oro en Pekín 2008 (clase Finn) y oro en Londres 2012 (clase Finn).
Ganó cuatro medallas en el Campeonato Mundial de Laser entre los años 1996 y 2000, y cinco medallas en el Campeonato Europeo de Laser entre los años 1996 y 2000. También obtuvo una medalla de oro en el Campeonato Mundial de Laser Radial de 1993 y dos medallas en el Campeonato Europeo de Laser Radial, en los años 1992 y 1993. Por último, obtuvo seis medallas de oro en el Campeonato Mundial de Finn entre los años 2002 y 2012, y cinco medallas en el Campeonato Europeo de Finn entre los años 2002 y 2008.
En cuatro ocasiones fue nombrado Regatista Mundial del Año por la Federación Internacional de Vela: en los años 1998, 2002, 2008 y 2012.

## Primeros años
Ainslie nació en Macclesfield, Inglaterra, hijo de Roddy y Sue Ainslie. Roddy capitaneó un barco que participó en la primera Whitbread Round The World Race en 1973. La hermana mayor de Ben, Fleur, está casada con Jerome Pels, ex secretario general de la Federación Internacional de Vela (ISAF). Ainslie se educó en dos escuelas independientes: en la Terra Nova School, en una zona rural cerca del pueblo de Holmes Chapel, en Cheshire, al noroeste de Inglaterra, y en la Truro School, en la ciudad de Truro, Cornualles, y después en el Peter Symonds Sixth Form, Winchester, Hampshire. 

## Trayectoria deportiva
Ainslie aprendió a navegar en Restronguet Creek, cerca de Falmouth (Cornualles).
Comenzó a navegar a los ocho años y compitió por primera vez a los diez. Su primera competición internacional fue a los doce años en los campeonatos del mundo Optimist de 1989 celebrados en Japón, donde quedó en el puesto 73. 

### Vela olímpica
En 2012 consiguió su quinta medalla consecutiva en cinco Juegos Olímpicos disputados, igualando en número de medallas olímpicas de este deporte a Torben Grael y superando a Paul Elvstrøm, que era el único con cuatro medallas de oro.
Navega con licencia federativa del Royal Lymington Yacht Club y su entrenador es David Howlett, quien participó en los Juegos Olímpicos de Montreal 1976 en la clase Finn.

### Copa América

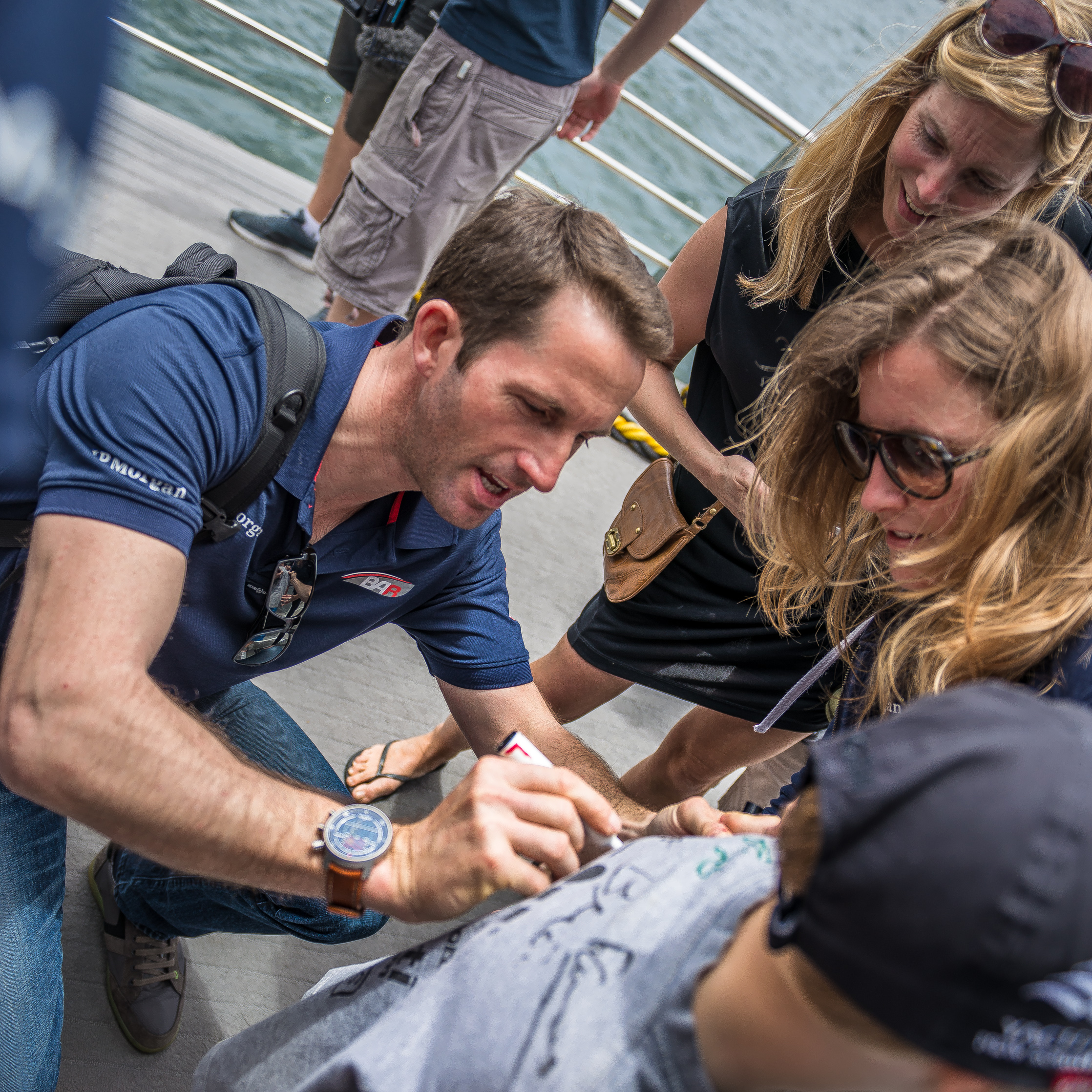
Sir Ben Ainslie con fans en 2014

- One World Challenge - Seattle Yacht Club.[9]
- Team New Zealand - Royal New Zealand Yacht Squadron

A principios de 2005, Ainslie trabajó como táctico en el Team New Zealand, con base en Nueva Zelanda, que se preparaba para competir en el proceso de selección de Challengers para ganar el derecho a desafiar por la 32ª America's Cup. En mayo de 2005, Ainslie tomó la decisión de abandonar el papel de táctico y centrarse en mejorar sus habilidades en match-race como timonel del barco 'B' utilizado para practicar y poner a punto el barco de regatas timoneado por Dean Barker.
- Team Origin - Royal Thames Yacht Club

La figura de Ainslie encabezó un desafío británico para la Copa junto a Sir Keith Mills el equipo se llamó Team Origin. Sin embargo, este desafío se retiró sin competir tras un periodo de discusión sobre el futuro formato del evento.
En el año 2000, después de haber ganado el oro en Sídney 2000, debutó en la Copa América con el equipo del OneWorld Challenge. En 2004 se incorporó al Team New Zealand como táctico en la campaña de la Copa América de 2007, para pasar enseguida a ser el timonel del barco "B" de entrenamiento.
Participó en la Copa América de 2013 como táctico del Oracle Challenge, sustituyendo a John Kostecki en la sexta regata. Su equipo se adjudicó la Copa al vencer al Team New Zealand por 9 a 8 regatas.
- Ben Ainslie Racing - Royal Yacht Squadron Racing Ltd

En enero de 2012, Ben Ainslie anunció la formación de un equipo homónimo para competir en la Copa América: Ben Ainslie Racing (BAR). Su equipo compitió en la clase AC45 de las 2011-13 America's Cup World Series, 2014 Extreme Sailing Series y estableció un récord multicasco en la Round the Island Race. El equipo ganó las 2015-16 America's Cup World Series pero fue eliminado en las semifinales de la competición 2017 Louis Vuitton Challenger's Trophy para determinar el aspirante a la America's Cup 2017.
- INEOS TEAM UK - Royal Yacht Squadron Racing Ltd.

En abril de 2018 Ainslie anunció que el equipo de la Copa América pasaría a llamarse INEOS TEAM UK en asociación con INEOS y Sir Jim Ratcliffe. De nuevo con base en la sede de Portsmouth, el equipo está construyendo dos nuevos monocascos con foils de 75 pies para competir en la 36.ª Copa América, que tendrá lugar en Auckland, Nueva Zelanda, en 2021.
El 21 de octubre de 2020, Ben y INEOS TEAM UK botaron su barco de regatas para la 36.ª America's Cup desde su sede en Auckland, bautizando al AC75 como 'Britannia'.
Tras una decepcionante actuación en el evento ACWS de Auckland en diciembre de 2020, el equipo pasó las siguientes tres semanas realizando modificaciones en su barco Britannia antes del comienzo de las series clasificatorias de la Copa Prada. Esto incluyó un nuevo mástil y velas, así como modificaciones en el casco y los foils. El equipo recibió el apoyo de Mercedes-AMG Petronas F1 Team, patrocinado por INEOS.
INEOS Team UK dominó la fase Round Robin de la Copa Prada, en la que se vieron las caras y vencieron tres veces a cada uno de los otros dos equipos aspirantes, asegurándose así su plaza en la final de la Copa Prada, que comenzará el 13 de febrero de 2021. El pase del equipo a la final de la Copa Prada marcó un punto importante en su campaña, ya que fue lo más lejos que había llegado un desafío británico en la competición desde la introducción de una serie de selección de Challengers.
Tras la victoria de Luna Rossa Prada Pirelli en las semifinales de la Copa Prada contra American Magic, el equipo estadounidense fue eliminado de la prueba, lo que aseguró el puesto del equipo italiano en la final de la Copa Prada junto a INEOS Team UK.
Las Finales de la Prada Cup se disputaron con viento predominantemente flojo (8-14 nudos), y Luna Rossa mostró una gran mejora en el manejo del barco, ganando las 5 primeras regatas de forma consecutiva. INEOS Team UK demostró un ritmo superior en la empopada de la sexta regata, consiguiendo su única victoria, antes de que Luna Rossa dominara la cuarta jornada y consiguiera su sexta y séptima victoria, ganando la general de la Copa Prada y asegurando su plaza en el 36º America's Cup Match contra Emirates Team New Zealand.
En 2014 anunció la formación de un equipo para representar al Real Escuadrón de Yates en la Copa América de 2017. Ese equipo, el Ben Ainslie Racing, se clasificó para las semifinales (Challenger Playoffs) de la Copa, pero perdió por 5 a 2 ante el Team New Zealand en la eliminatoria al mejor de 9 regatas.
En la Copa América de 2021 repite como patrón de su equipo, esta vez renombrado INEOS Team UK.

## Palmarés internacional
| Juegos Olímpicos   | Juegos Olímpicos         | Juegos Olímpicos  | Juegos Olímpicos |
| Año                | Lugar                    | Medalla           | Clase            |
| ------------------ | ------------------------ | ----------------- | ---------------- |
| 1996               | Atlanta (Estados Unidos) | Medalla de plata  | Laser            |
| 2000               | Sídney (Australia)       | Medalla de oro    | Laser            |
| Campeonato Mundial |                          |                   |                  |
| Año                | Lugar                    | Medalla           | Clase            |
| 1996               | Simon's Town (Sudáfrica) | Medalla de bronce | Laser            |
| 1997               | Algarrobo (Chile)        | Medalla de bronce | Laser            |
| 1999               | Melbourne (Australia)    | Medalla de oro    | Laser            |
| 2000               | Cancún (México)          | Medalla de bronce | Laser            |
| Campeonato Europeo |                          |                   |                  |
| Año                | Lugar                    | Medalla           | Clase            |
| 1996               | Quiberon (Francia)       | Medalla de oro    | Laser            |
| 1997               | Cascaes (Portugal)       | Medalla de bronce | Laser            |
| 1998               | Breitenbrunn (Austria)   | Medalla de plata  | Laser            |
| 1999               | Helsinki (Finlandia)     | Medalla de oro    | Laser            |
| 2000               | Warnemünde (Alemania)    | Medalla de oro    | Laser            |

| Campeonato Mundial | Campeonato Mundial       | Campeonato Mundial | Campeonato Mundial |
| Año                | Lugar                    | Medalla            | Clase              |
| ------------------ | ------------------------ | ------------------ | ------------------ |
| 1993               | Takapuna (Nueva Zelanda) | Medalla de oro     | Laser Radial       |
| Campeonato Europeo |                          |                    |                    |
| Año                | Lugar                    | Medalla            | Clase              |
| 1992               | Mariestad (Suecia)       | Medalla de plata   | Laser Radial       |
| 1993               | Cagliari (Italia)        | Medalla de oro     | Laser Radial       |

| Juegos Olímpicos   | Juegos Olímpicos        | Juegos Olímpicos | Juegos Olímpicos |
| Año                | Lugar                   | Medalla          | Clase            |
| ------------------ | ----------------------- | ---------------- | ---------------- |
| 2004               | Atenas (Grecia)         | Medalla de oro   | Finn             |
| 2008               | Pekín (China)           | Medalla de oro   | Finn             |
| 2012               | Londres (Reino Unido)   | Medalla de oro   | Finn             |
| Campeonato Mundial |                         |                  |                  |
| Año                | Lugar                   | Medalla          | Clase            |
| 2002               | Atenas (Grecia)         | Medalla de oro   | Finn             |
| 2003               | Cádiz (España)          | Medalla de oro   | Finn             |
| 2004               | Río de Janeiro (Brasil) | Medalla de oro   | Finn             |
| 2005               | Moscú (Rusia)           | Medalla de oro   | Finn             |
| 2008               | Melbourne (Australia)   | Medalla de oro   | Finn             |
| 2012               | Falmouth (Reino Unido)  | Medalla de oro   | Finn             |
| Campeonato Europeo |                         |                  |                  |
| Año                | Lugar                   | Medalla          | Clase            |
| 2002               | Çeşme (Turquía)         | Medalla de oro   | Finn             |
| 2003               | Marstrand (Suecia)      | Medalla de oro   | Finn             |
| 2004               | La Rochelle (Francia)   | Medalla de plata | Finn             |
| 2005               | Kalmar (Suecia)         | Medalla de oro   | Finn             |
| 2008               | Scarlino (Italia)       | Medalla de oro   | Finn             |